# Палета фараона Нармера
30°02′52″ пн. ш. 31°14′00″ сх. д. / 30.0478° пн. ш. 31.2333° сх. д.
Палета фараона Нармера — унікальна пам'ятка-рельєф з історичними сценами 4 тисячоліття до н. е.

## Мета створення
Мета її створення — закарбувати в пам'яті сучасників і нащадків перемогу царя Півдня (фараона Нармера) над мешканцями північних районів Стародавнього Єгипту. Дослідники вважають також це рельєфне панно серед перших пам'яток, де мистецтво Стародавнього Єгипту постає в своїх характерних і вже вироблених формах. З фараона Нармера, котрому вдалося поєднати військовим захопленням землі долини Нілу (південні і північні) в єдину державу, починається період династичного правління Єгиптом.

## Опис пам'ятки
Палета має форму щита і зображення з обох боків. Подано п'ять сцен, в чотирьох із яких скульптор веде розповідь про перемогу фараона. На аверсі — величний фараон в короні південного Єгипту, практично втілення Бога, убиває полоненого з півночі. Сцена подана цілком реалістично. Цей рельєф головує на аверсі. Під ним — дві малі постаті мешканців Півночі, які з жахом тікають від переможця.
Більше символіки на зворотному боці. Верхня сцена знову подає величного фараона, але вже в короні Північного Єгипту, бо приєднання території стало фактом. Фараон разом із вельможами і вояками з прапорами іде роздивитися гори убитих мешканців Півночі з відрубаними головами. Сцену трактують як урочистості з приводу перемоги. Умовність та символіка притаманні найнижчій сцені, де фараон постає в образі могутнього бика, котрий руйнує ворожу фортецю. Розгадка абсолютно символічної сцени посередині з довгошиїми левами та їх приборкувачами нині втрачена.

## Програма меморіальної пам'ятки
Кожна сцена на панно має закінчений сюжет, з підкресленою величчю подано верховенство фараона, що дорівнює Богу. Водночас всі сцени пов'язані одна з іншою загальною програмою меморіальної пам'ятки. Важливі події подані одна під другою, як це буде століттями практично у всіх рельєфах чи фрескових циклах в мистецтвці Стародавнього Єгипту. Невелика за розмірами палета (висотою 64 см) не завадила скульпторові вдало відтворити пропорції людського тіла і навіть частково подати м'язи фігур, реалістично подати тварин, історично точно відтворити корони. Водночас збережена і підкреслена соціальна зверхність фараона, величного, як живого Бога поряд із мізерними вояками та полоненими. На аверсі присутній і бог Гор у вигляді Сокола, котрий подає фараону мотузку від шиї полоненого мешканця Півночі. Гор сидить на рослинах, що символізують Північні землі, і власним жестом ніби сприяє в військовій справі фараону Нармеру.
Обличчя фараона ще не має точної портретності. Але всім обличчям на рельєфах надані індивідуальні риси (символічна борідка фараона, широкі бороди мешканців Півночі, різниця в зачісках). Сміливо введені деталі, реалістичні чи символічні (відрубані голови переможених, посуд, військові прапори), не перешкоджають ясності композиції і переможному характеру пам'ятки.